# Гагарин, Василий Фёдорович
Василий Фёдорович Гагарин (1787—1829) — князь, сотрудник журнала «Mercure du XIX-e Siècle»

## Биография
Князь Василий Фёдорович Гагарин, родился в 1787 году. Сын русского офицера Фёдора Сергеевича Гагарина и его жены, Прасковьи Юрьевны Гагариной, урожденной Трубецкой. Брат князя Фёдора Фёдоровича. Поступил на службу 14 мая 1806 года в Кавалергардски полк эстандарт-юнкером и 10 ноября того же года произведён в корнеты. Участвовал с полком в прусской кампании с 1807 по 10 августа 1808 года.
Гагарин подал прошение о переводе его в Мариупольский полк, но 24 августа произведён в поручики, с переводом в Ингерманландский драгунский полк, в котором оставался до 17 августа 1810 года, когда был переведён в Дерптский драгунский полк. С 5 октября 1810 года находился на Балканском полуострове и участвовал в сражениях при Рущуке и Малой Слободзее. 24 декабря 1811 года, по болезни, уволен от службы, с производством в штабс-капитаны. О дальнейших обстоятельствах жизни Гагарина не сохранилось известий, кроме того только, что в марте 1826 года он был в Париже, а в марте следующего года в Италии.